# Alcool fenetilic
Alcoolul fenetilic sau 2-feniletanolul este un compus organic cu structura formată dintr-un rest fenetil (C6H5CH2CH2) legată de o grupă hidroxil. Este un lichid incolor, greu solubil în apă, dar miscibil cu majoritatea solvenților organici. Se regăsește în natură, în special în uleiuri volatile. Prezintă un miros floral.

## Obținere
Alcoolul fenetilic se obține la nivel industrial pe două căi. Cea mai comună este o reacție Friedel-Crafts dintre benzen și oxid de etilenă în prezență de clorură de aluminiu. Reacția produce alcoxidul de aluminiu, care este apoi hidrolizat la alcoolul fenetilic:
{\displaystyle {\ce {C6H6 + CH2CH2O + AlCl3 -> C6H5CH2CH2OAlCl2 + HCl}}}
{\displaystyle {\ce {C6H5CH2CH2OAlCl2 + HCl -> C6H5CH2CH2OH + AlCl3}}}
Se produce și difeniletan, fapt care poate fi evitat prin utilizarea de benzen în exces. O altă metodă este reacția de hidrogenare a oxidului de stiren.